# Orup (musikalbum)
Orup är den svenske popartisten Orups debutalbum, utgivet 1988. Låten "När ska jag få veta?" skrev Orup tillsammans med Anders Glenmark, men övriga låtar skrev Orup själv. Skivan rankades av Sonic Magazine i juni 2013 som det 38:e bästa svenska albumet någonsin.

## Låtlista
1. Baby!
2. När ska jag få veta?
3. Ingen annan man
4. Jag blir hellre jagad av vargar
5. Jag vågar inte sova längre
6. Stanna hos dej (duett med Karin Wistrand)
7. Rika flicka
8. Min mor sa till mej
9. Du är i himmelen
10. Är du redo?
11. Från Djursholm till Danvikstull
12. Jag blir hellre jagad av vargar (12" remix) (endast på CD-utgåvan)[3]

## Listplaceringar
| Lista (1988) | Topplacering |
| ------------ | ------------ |
| Sverige      | 1            |